# Menotti Bugna
Menotti Bugna (Brescia, 12 aprile 1909 – 1º maggio 1978) è stato un allenatore di calcio e calciatore italiano, di ruolo centrocampista.

## Carriera

### Giocatore
Mediano, inizia la sua carriera militando nel Brescia, e due stagioni dopo esordisce in Serie A con la Cremonese il 25 maggio 1930 affrontando il Torino di Adolfo Baloncieri, battendolo per 3-2.

### Allenatore
Dopo la fine della carriera agonistica intraprenderà quella da allenatore, interamente svolta in squadre del sud Italia.

## Palmarès

### Allenatore

#### Competizioni regionali
- Prima Categoria: 1

Cavese: 1963-1964